# イオンモール新発田
イオンモール新発田（イオンモールしばた）は、新潟県新発田市住吉町に立地し、イオンリテール株式会社が開発、イオンモール株式会社が管理・運営するモール型ショッピングセンター。

## 概要
2005年4月、イオングループとしては新潟県内で初のモール型SCとなる「イオン新発田ショッピングセンター」としてオープン。2011年11月21日、グループ内のモール型SCのブランド名称統一に合わせ、現名称「イオンモール新発田」に改称した。
SCを含む周辺一帯は「西新発田駅前土地区画整理事業」（2000年～2009年）により造成された土地であり、新興住宅地が広がる。
イオンはかつて新発田駅前に総合スーパー「ジャスコ新発田店」を出店していたものの、市街地だったことから駐車場が不足していた。そのため、1990年代中ごろに郊外への移転を模索し、新発田IC周辺の新栄町への移転を計画したたが、地権者との交渉難航などから頓挫し、そのまま業績不振で1996年9月に閉店したという経緯がある。よって、新発田市には再進出ということになる。また、1500台以上収容できる駐車場を確保し、駐車場問題も解決した。

## 主なテナント
核店舗のイオン新発田店と約80の専門店テナントで構成されている。
出店テナント全店の一覧・詳細情報や、営業時間およびATMを設置する金融機関の詳細、WAONなどの電子マネー決済に対応していないテナントの一覧などは公式サイトを参照。

## 交通

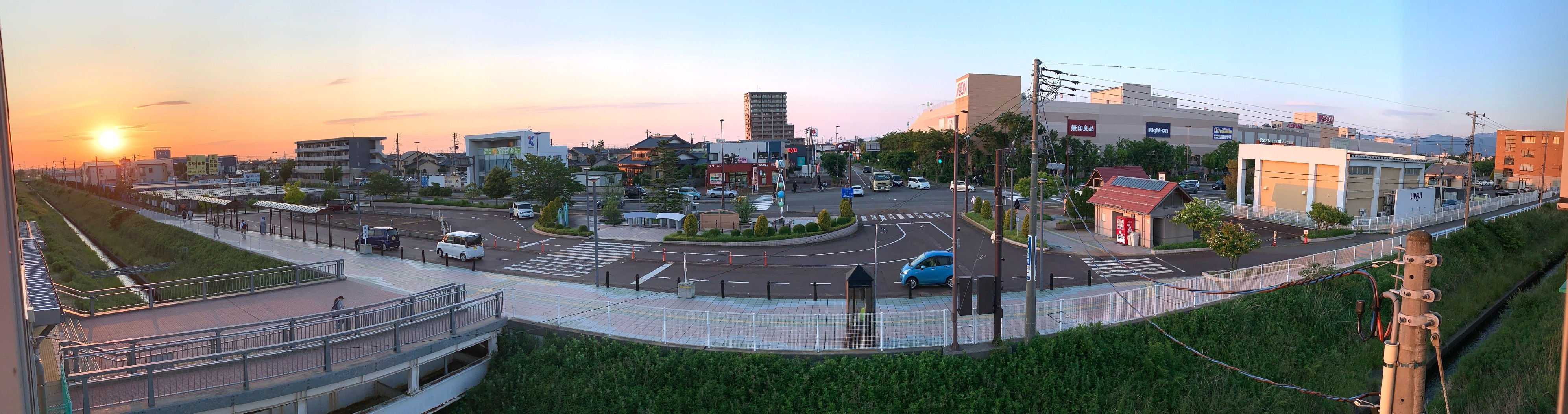
西新発田駅・新発田南バイパスとイオンモール新発田（2020年5月）

JR西新発田駅前であり、国道460号（新発田南バイパス）沿いで国道7号（新新バイパス）の新発田ICからも程近い立地である。かつ中心市街地からも比較的至近である。

### 公共交通
- 白新線 西新発田駅北口より徒歩約1分。
- 新発田駅前4番バスのりばから市街地循環バス「あやめバス」で「イオンモール」下車すぐ、もしくは「西新発田駅前」下車後徒歩約2分。運行時刻・経路の詳細は新発田市公式サイト「あやめバスの運行時刻、路線と運賃のご案内（新発田市）」を参照。

### 自家用車
- 国道7号（新新バイパス）新発田ICより、国道460号（新発田南バイパス）経由で約5分。

### 無料送迎バスとコミュニティバス
新潟県内のイオン一部店舗では、高齢者など交通弱者の利便性を維持するため無料送迎バスの運行を行っており、当SCでもオープンから2006年10月31日までの間、新発田駅前から市街地を循環してSCに至る無料送迎バスを1日10往復運行していた。
新発田市では同年11月1日から前述の「市街地循環バス」を運行することを決定し、イオンはこの事業に協力するため無料送迎バスの運行を終了し、同日から代替策としてバス利用者に対し、新発田市コミュニティバスの回数券を1乗車分サービスしている。
なお、循環バスの運行開始当初はSCに近接した停留所が設けられておらず、利用客は西新発田駅北口ロータリーとの間で徒歩連絡を強いられていた。その後2009年4月1日のダイヤ改正によってSC北口にバス停留所が新設され、利便性が改善されている。